# Prebavna cev
Prebavna cev ali gastrointestinalni trakt je pri mnogoceličarjih sistem organov, ki sprejemajo hrano, jo prebavljajo, da iz nje dobijo energijo in hranila, ter izločajo neuporabne ostanke.
K prebavnemu traktu prištevamo: ustno votlino, žrelo, požiralnik, želodec, tanko črevo, debelo črevo in danko. Hrana potuje po prebavnem traktu s pomočjo valovanja gladkih mišic – peristaltike.
V prebavni trakt izločajo svoje izločke prebavne žleze: ustne slinavke (v ustno votlino), trebušna slinavka (v tanko črevo), jetra (izločajo žolč v tanko črevo).
Prebavila so skupno ime za organe prebavne cevi in velikih prebavnih žlez.

## Anatomija

### Prebavna cev
Organi prebavne cevi so v glavi, vratu, prsni in trebušni votlini ter medenici. Pri odraslem človeku meri v dolžino od 6 do 9 metrov, sega od ust do zadnjika in zajema naslednje dele:
- zgornji prebavni trakt:
  - ustna votlina (ustnici, ustni preddvor, ustna votlina; žleze slinavke, sluznica, zobje, jezik);
  - žrelo;
  - požiralnik;
  - želodec, vratar.
- spodnji prebavni trakt:
  - črevo:
    - tanko črevo: dvanajstnik (duodenum), tešče črevo (jejunum), vito črevo (ileum);[3]
    - debelo črevo: slepo črevo, na katerega je pritrjen slepič, debelo črevo (sestavljeno iz več odsekov: zgornje, prečno, navzdolnje in esasto), danka;[3]

  - analni kanal.

### Žleze prebavil
Večje žleze, ki spadajo k prebavilom, so v bližini prebavne cevi in se z izvodili odpirajo v posamezne dele prebavne cevi:
- žleze slinavke v usta
- jetra in trebušna slinavka v dvanajstnik.

Številne manjše žleze so v steni same prebavne cevi.
Jetra izločajo žolč v tanko črevo preko žolčevoda iz žolčnika, kjer se shranjuje. Trebušna slinavka izloča prebavne encime za razgradnjo maščob in beljakovin ter hidrogenkarbonatne soli, ki nevtralizirajo kislo želodčno vsebino.

## Fiziologija

### Prebava in izločanje
V ustih poteka mehanska prebava z mletjem hrane na manjše koščke in tudi kemijska. Z izločki žlez slinavk se začne razgradnja nekaterih sladkorjev z encimi amilaze. Hrana se nato s peristaltiko pomika skozi žrelo in požiralnik do želodca.
V želodcu večinoma še vedno poteka mehanska prebava - drobljenje hrane. Začne se tudi razgrajevanje beljakovin z encimi (pepsin). Glavni del prebave poteka v tankem črevesu. Hrana je tu že dovolj razdrobljena in tu poteka večina kemijske razgradnje hranilnih snovi.